# Société mathématique de Saint-Pétersbourg
La société mathématique de Saint-Pétersbourg est une société savante russe de mathématiciens. La société se situe à Saint-Pétersbourg et rassemble mathématiciens russes et étrangers, qu'ils soient chercheurs, enseignants, ingénieurs, industriels ou même amateurs de mathématiques (au 2 avril 2016, elle comptait 380 membres). La société mathématique de Saint-Pétersbourg a pour but l'avancement des recherches en mathématiques, la popularisation et la diffusion des mathématiques et de ses applications. Outre cela, la société favorise les contacts entre les chercheurs et contribue à la formation des jeunes mathématiciens. Autrefois, la société a été également connue sous les noms de la Société physico-mathématique de Pétrograd, de la Société physico-mathématique de Léningrad et de la Société mathématique de Léningrad.

## Activités de la société

### 1890 - 1914

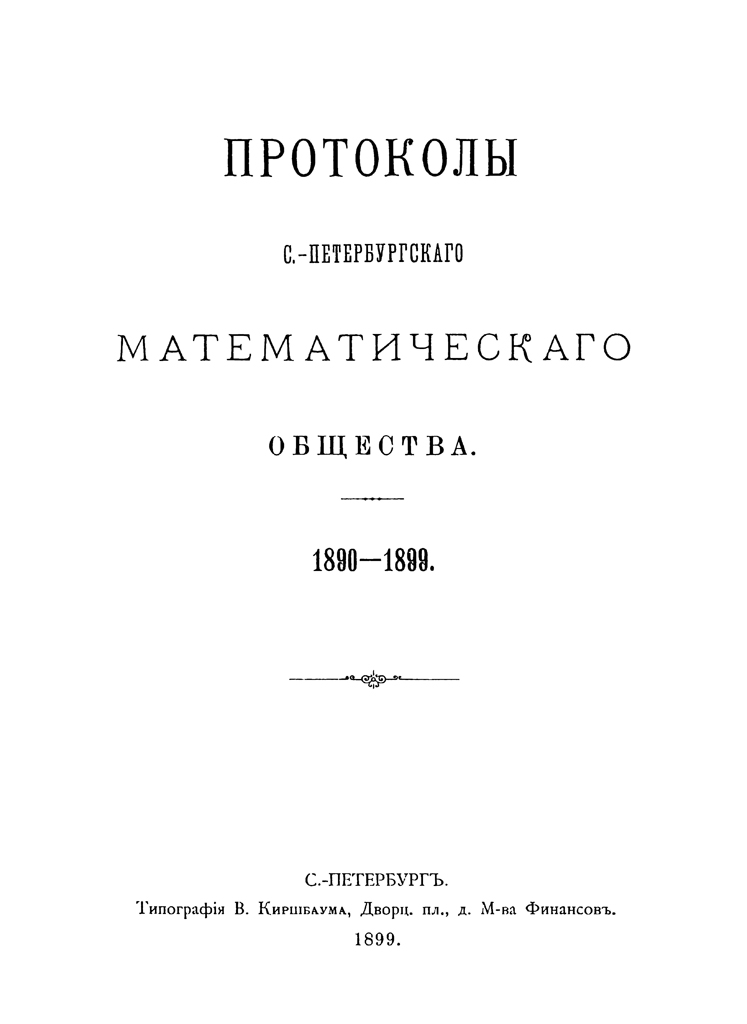
Les comptes-rendus des séances de la société mathématique de Saint-Pétersbourg de 1890 à 1899.

La société mathématique de Saint-Pétersbourg fut fondée en 1890, peu après la fondation des sociétés mathématiques de Moscou (fondation en 1867) et de Kharkov (fondation en 1879). L'initiative de la création de la société appartenait à Vassilii Imchenetskii (ru), qui est par la suite devenu son premier président. Imchenetskii mourut en 1892 et la société élut son second président Julian Sokhotski. De 1890 à 1899, 72 séances de la société ont eu lieu durant lesquelles 172 communications ont été faites (selon les comptes-rendus rédigés par P. Chiff, le secrétaire de la société jusqu'en 1903). En 1897 la société comptait déjà 98 membres dont 13 femmes. Parmi les membres de la société de cette période figurent également Pafnouti Tchebychev (membre honoraire, élu le 15 février 1893) et Gösta Mittag-Leffler (membre, élu le 21 mars 1894 lors de sa visite à Saint-Pétersbourg). Après 1900, les activités de la société se réduisent de plus en plus. En 1905 le gouvernement de Nicolas II interdit les réunions publiques et peu est connu sur les activités de la société après cette date. Certains documents témoignent que la société a continué ses activités jusqu'en 1914, mais cette date est souvent contestée. Après la Révolution d'Octobre de 1917, beaucoup de mathématiciens russes, anciens membres de la société, ont également quitté le pays,,,,,,.

### 1921 - 1930
La société a été créée de nouveau en 1921 à l'initiative d'Alexandre Vassiliev (ru), l'ancien fondateur et le président de la société physico-mathématique de Kazan. Durant cette période la société est connue sous le nom de la Société physico-mathématique de Pétrograd, puis de la Société physico-mathématique de Léningrad. Elle multiplie ses actions et commence à jouer un rôle important dans la vie mathématique du pays. En 1921 Alexandre Vassiliev occupe le poste du président de la société. En 1923 il part à Moscou et depuis 1923 la société est dirigée par Nikolai Günther (en). Durant cette période, plus de 150 séances et colloques de la société se sont tenues. Des contributions importantes ont été apportées par Yakov Ouspenskii, Vladimir Smirnov, Boris Delaunay, Grigorii Fichtenholz (en), Vladimir Steklov, Alexandre Friedmann, Vladimir Fock, Abram Besicovitch, Sergueï Natanovitch Bernstein, Jacob Tamarkin, Rodion Kouzmine, Nicolas Muskhelichvili, Lev Loïtsianski (ru) et Boris Galerkine. En 1926 Steklov crée La Revue de la société physico-mathématique de Leningrad (Журнал Ленинградского физико-математического общества) qui sera publiée jusqu'en 1929. À la fin des années 1920, le jeune gouvernement soviétique essaye d'impliquer les savants dans la vie politique et économique du pays. En déclarant la lutte contre « le formalisme et la scolastique », l'état commence à poursuivre les savants qui ne veulent pas participer dans « la lutte des classes ». C'est dans ce contexte très politique et controverse que la société physico-mathématique a pris la décision de se dissoudre en 1930,.

### De 1953 à présent
En 1953, Vladimir Smirnov a créé le séminaire mathématique de Léningrad, remplaçant en quelques sorte les activités de l'ancienne société mathématique. Dans l'organisation de ce séminaire ont également beaucoup participé : Grigorii Fichtenholz (en), Andreï Markov, Alexandre Alexandrov, Isidor Natanson (en), Sergeï Lozinskii (ru), Leonid Kantorovitch, Dimitri Faddeev, Olga Ladyjenskaïa et Boris Venkov,.

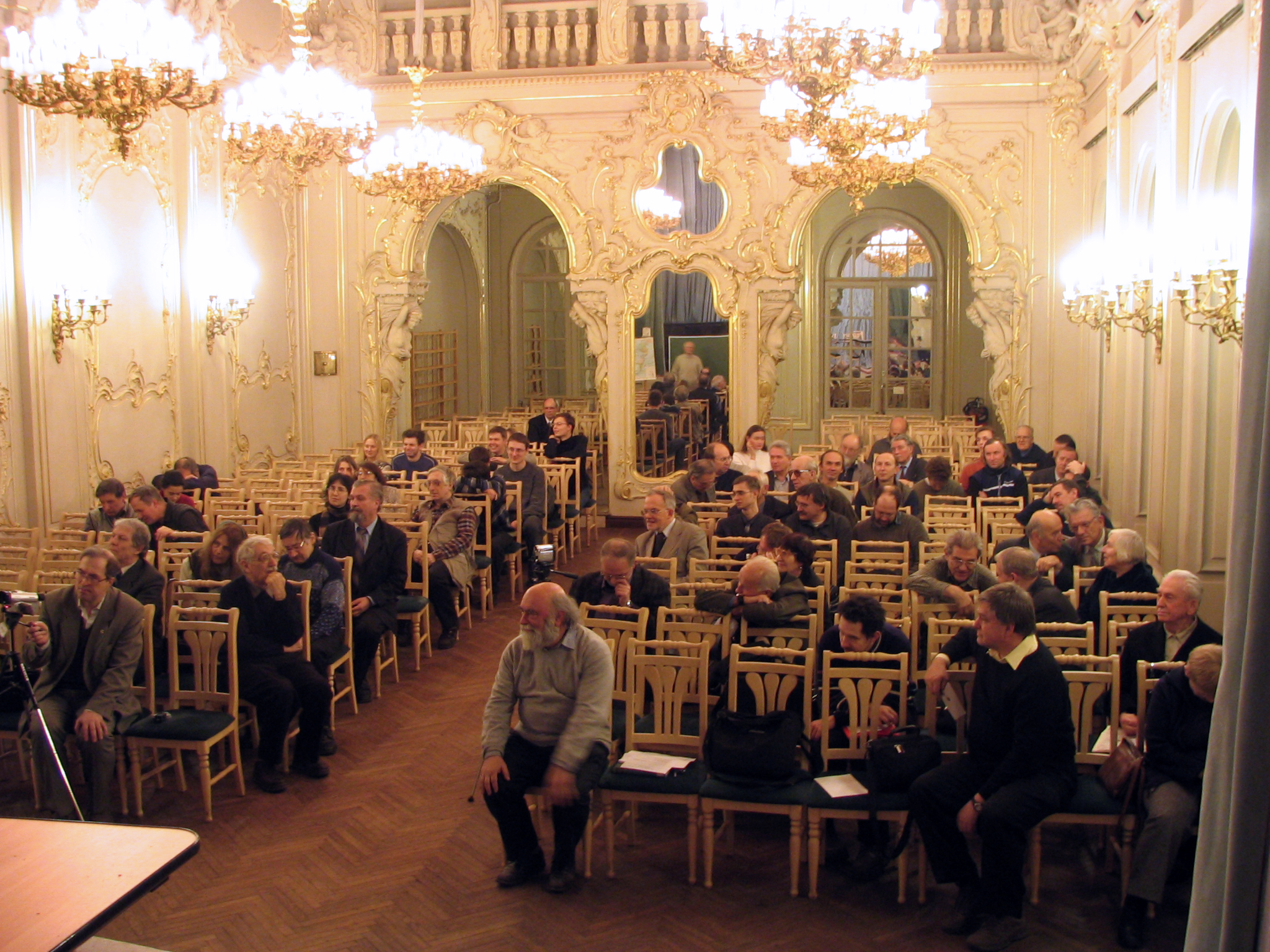
Séance de la société du 22 décembre 2005 dans la Maison des Savants. Sont présents : Youri Matiiassevitch, Victor Khavine, Anatoli Vershik, Oleg Viro,, ...

En 1959, grâce aux efforts de Vladimir Smirnov et de Alexandre Alexandrov, le séminaire mathématique de Léningrad s'est enfin transformé en société mathématique de Leningrad. Vladimir Smirnov est alors élu le président d'honneur, Yuri Linnik est élu le président,.
Les séances de la société se tiennent régulièrement et sont consacrées aux événements mathématiques importants (du présent et du passé), ainsi qu'aux discussions des problèmes actuels de mathématiques. La société attribue également les bourses d'excellence aux étudiants et aux jeunes mathématiciens ; en outre, elle organise les compétitions en mathématiques pour les étudiants. Depuis 1962, la société décerne le prix « jeune mathématicien » (cf. la liste des lauréats).
En 1991, la ville de Léningrad avait retrouvé son ancien nom, et la société mathématique a été renommée en Société mathématique de Saint-Pétersbourg.
Depuis 1992, la Société mathématique de Saint-Pétersbourg est le membre institutionnel de la Société mathématique européenne fondée en 1990.
En 2000, la société mathématique a fondé la revue Travaux de la société mathématique de Saint-Pétersbourg (Труды Санкт-Петербургского математического общества), et depuis 2015, elle participe (conjointement avec les sociétés mathématiques de Moscou et Nijni Novgorod) à l'édition de la revue Les Mathématiques dans l'enseignement supérieur (Математика в высшем образовании).

## Présidents
- Vassilii Imchenetskii, 1890-1892.
- Iulian Sokhotski, 1892-1905.
- Alexandre Vassiliev, 1921-1923.
- Nikolai Günther, 1923-1930.
- Yuri Linnik, 1959-1965.
- Sergueï Lozinskii, 1965-1985.
- Dmitrii Faddeev, 1985-1989.
- Olga Ladyjenskaïa, 1990-1998.
- Anatoli Vershik, 1998-2008.
- Youri Matiiassevitch, 2008-2013.
- Sergueï Piliouguine, 2013-.

## Membres honoraires
- Pafnouti Tchebychev
- David Hilbert
- Felix Klein
- Konstantin Posse
- Julian Sochocki
- Vladimir Steklov
- Orest Khvolson
- Alexeï Krylov
- Ivan Ivanov
- Alexander Vasilyev
- Alexandre Alexandrov
- Sergueï Bernstein
- Andreï Markov
- Leonid Kantorovitch
- Mark Krein
- Olga Ladyjenskaïa
- Solomon Mikhlin
- Nikolaï Chanine
- Vladimir Smirnov
- Ildar Ibragimov
- Victor Zalgaller
- Anatoli Vershik
- Vassiliï Babitch
- Vsevolod Solonnikov
- Nina Ouraltseva

## Prix «jeune mathématicien»
- V. Mazya, 1962
- B. Wenkow, 1963
- V. Bouslaev, 1964
- V. Derzouzov et Ia. Iakovlev, 1965
- A. Blagoveschenskii, 1966
- V. Orevkov, 1967
- V. Jouk, 1968
- Y. Matiiassevitch, 1970
- S. Vinogradov, 1971
- Ia. Eliashberg, 1973
- Yu. Davydov, 1974
- O. Viro et  N. Chirokov, 1975
- E. Dynkine et B. Tsirelson, 1976
- M. Sterline et A. Sousline, 1977
- L. Gordeev et S. Khrouchtchev, 1978
- N. Barabanov, N. Gordeev et O. Reïnov, 1980
- A. Its, E. Glouskine, 1981
- A. Merkurjev et V. Peller, 1982
- E. Sklianine, 1983
- V. Kobelskii, D.Grigoriev, A. Tchistov, 1984
- M. Lifchits, 1985
- M. Liubitch et Yu. Safarov, 1987
- V. Kaimanovitch et N. Reshetikhin, 1988
- A. Borichev et O. Ijboldine, 1989
- A. Barvinok, 1990
- G. Perelman, 1991
- D. Bourago et I. Fesenko, 1992
- F. Nazarov, 1993
- S. Chimorine, 1994
- S. Ivanov, 1995
- O. Vinogradov et T. Shilkine, 1996
- S. Smirnov, 1997
- A.Pouchnitski et N. Tsilevitch, 1998
- G. Mikhalkine, 1999
- O. Demchenko, 2000
- S.Kryjevitch et A. Maliutine, 2001
- A. Erchler, 2002
- A. Zinoviev, 2003
- A. Baranov et D. Tchelkak (2004)
- O. Tarakanov, 2005
- N. Durov, 2006
- K. Pervychev et V. Petrov, 2007
- V. Vysotskii et A. Louzgarev, 2008
- A. Stavrova et S.Tikhomirov, 2009
- P. Mniev, 2010
- Yu. Belov et F. Petrov, 2011
- A. Ananievskii et R. Pousev, 2012
- K. Iziurov, 2013
- S. Ivanov, 2014
- P. Zatitskii et D. Stoliarov, 2015
- A. Logounov, 2017
- M. Dolgopolik, 2018
- Yu. Petrova, 2019
- M. Platonova, 2019
- N. Senik, 2020
- A. Alpeïev, 2021
- N. Ustinov, 2021
- D. Tcherkachine, 2022
- G. Veprev, 2023
- E. Zlobina, 2024